# Grand Hotel National
Grand Hotel National var et hotel på Vesterbrogade 2E (opr. Vesterbros Passage) og Jernbanegade 7-9 i København. Hotellet var tegnet af arkitekt Ove Petersen og bygget i 1882. Stilen var inspireret af italiensk renæssance, og typisk for tiden kunne facaden opvise et væld af dekorative enkeltheder. Hotellet havde en I-formet grundplan og var en stort kompleks, idet det havde facader til to gader og ind mod National Scalas gårdsrum.
Det tidligere hotel blev siden inddraget i Scala-byggeriet i 1988-89 og fik facaden skrællet af ved Mogens Breyens ombygning. Facaden mod Jernbanegade står dog endnu og vil indgå i Lundgaard & Tranbergs nybyggeri.
55°40′30.7″N 12°33′56.51″Ø / 55.675194°N 12.5656972°Ø